# Спорт в Швейцарии

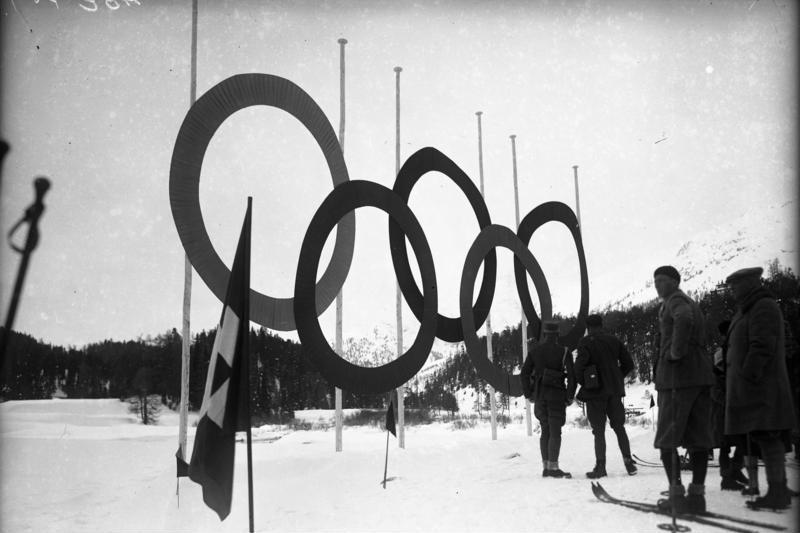
Олимпиада в Санкт-Морице в 1928 г.

В Швейцарии спортом занимается значительная часть населения. По данным Федерального спортивного агентства Швейцарии, в 2008 году каждый четвёртый гражданин являлся активным членом какой-либо спортивной организации или клуба.
Швейцарская олимпийская ассоциация, выполняющая роль национального олимпийского комитета, была образована в 1912 году. Представители Швейцарии участвовали во всех Олимпийских играх, как летних, так и зимних, выступая во всех соревнованиях олимпийского цикла, кроме волейбола. Страна дважды принимала у себя зимние Олимпиады в 1928 и 1948 годах (оба раза в городе Санкт-Мориц). На зимних Играх швейцарцы трижды (1948, 1972 и 1988) занимали третье место в неофициальном командном зачёте. Также на территории Швейцарии достаточно часто проводятся европейские и мировые первенства в различных видах спорта.

## Международные виды спорта

### Зимние виды спорта

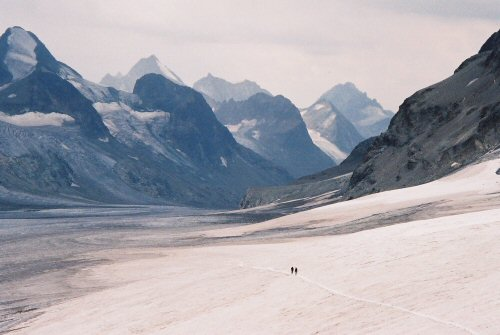
В Швейцарии имеется богатейший выбор лыжных склонов и крутых спусков.

Традиционно зимние виды спорта представляют собой основу спортивной культуры в Швейцарии. И первое место среди них занимает горнолыжный спорт. Трассы самой разной сложности, проложенные на живописных горных окрестностях, пользуются огромной популярностью у туристов со всего мира. Горнолыжники принесли Швейцарии наибольшее количество олимпийских наград среди всех видов спорта, как зимних, так и летних. В целом успешнее швейцарцев в горнолыжном спорте выступают только их соседи из Австрии, при этом до 1990-х годов две эти страны соревновались на равных, лишь с середины 1990-х годов обозначилось существенное преимущество австрийцев. Целый ряд швейцарских горнолыжников неоднократно побеждал в самых престижных соревнованиях. Среди швейцарских звёзд горнолыжного спорта можно выделить Пирмина Цурбриггена, Петера Мюллера, Михаэля фон Грюнигена, Дидье Кюша, Френи Шнайдер (была признана лучшей спортсменкой Швейцарии XX века), Микелу Фиджини, Эрику Хесс, Марию Валлизер, Лару Гут.
На многих курортах имеются специальные площадки для сноуборда и фристайла, санные маршруты и бобслейные трассы.
Значительных успехов швейцарцы добились в сноуборде. По количеству золотых олимпийских наград в этом спорте за всю историю (1998—2014) швейцарцы уступают только американцам. Филипп Шох — один из четырёх сноубордистов, дважды становившихся олимпийскими чемпионами.
Швейцарские бобслеисты на протяжении многих лет являются одними из мировых лидеров наряду с немцами. Одним из наиболее успешных швейцарских пилотов является двукратный олимпийский чемпион Густав Ведер.
Определённую популярность имеет кёрлинг. Мужская сборная страны трижды становилась лидером чемпионатов мира по данной дисциплине, а женская — дважды. В 1998 году в Нагано команда Доминика Андреса завоевала золотую олимпийскую медаль. В Швейцарии также хорошо развит конькобежный спорт и фигурное катание. Фигурист Стефан Ламбьель дважды становился чемпионом мира в мужском одиночном катании.
Хоккейная лига А включает в свой состав 12 клубов. В 2009 году в Берне и Клотене прошёл чемпионат мира по хоккею. Это был уже десятый чемпионат, проводившийся в Швейцарии.
Швейцария — финалист чемпионата мира по хоккею с шайбой 2013 года.

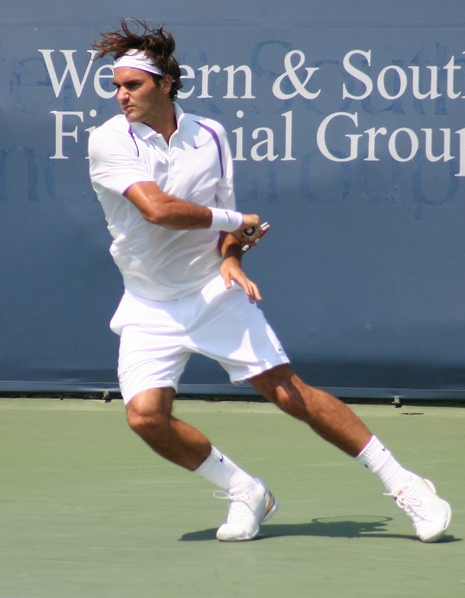
Роджер Федерер является одним из лучших игроков в истории тенниса.

### Летние виды спорта

#### Футбол
Футбол весьма популярен в Швейцарии. Национальная сборная 10 раз участвовала в чемпионатах мира, в том числе в турнире 2014 года в Бразилии, где выбыла на стадии 1/8 финала.
В 1954 году Швейцария принимала чемпионат мира по футболу, финал между сборными ФРГ и Венгрии прошёл 4 июля в Берне. Летом 2008 года Швейцария (вместе с Австрией) принимала чемпионат Европы по футболу. На домашнем чемпионате швейцарцы заняли последнее место в группе, победив лишь сборную Португалии (первая в истории победа в финальных стадиях чемпионатов Европы).
Швейцарцы долгие годы не могли попасть в финальную часть чемпионатов Европы, пока наконец не отобрались на Евро-1996 в Англии. Неудачно играли швейцарцы и в отборах чемпионатов мира в 1970—1990-х годах, когда из 9 подряд турниров (1970—2002) смогли принять участие только в чемпионате мира 1994 года в США.
Лидерами сборной Швейцарии в разные годы были Хайнц Херманн (лидер по количеству матчей за сборную), Ален Гейгер, Стефан Шапюиза, Александр Фрай (лучший бомбардир в истории команды), Чириако Сфорца, Кубилай Тюркильмаз, Макс Абегглен, Андре Абегглен.
Сильнейшими клубами Швейцарии являются «Грассхоппер» (Цюрих), «Базель», «Цюрих», «Серветт» (Женева), «Янг Бойз» (Берн).

#### Теннис
С конца 1990-х годов огромную популярность в стране приобрёл теннис в связи с победами таких мировых звёзд, как Роджер Федерер и Мартина Хингис. Федерер признаётся многими специалистами и спортсменами лучшим теннисистом в истории, он является обладателем множества теннисных рекордов. На его счету 20 побед на турнирах Большого шлема в одиночном разряде. В середине 2010-х годов заметных успехов добился также Стэн Вавринка, выигравший два турнира Большого шлема, а вместе с Федерером приведший сборную Швейцарии к победе в Кубке Дэвиса. Хингис является одной из сильнейших теннисисток мира 1990—2010 годов. На её счету 20 побед на турнирах Большого шлема, в том числе пять в одиночном разряде и 11 — в женском парном.

#### Другие виды
В первой половине XX века швейцарцы были одними из лидеров мировой спортивной гимнастики. Швейцарские гимнасты одержали 16 побед на летних Олимпийских играх, этот результат по прежнему является лучшим для швейцарцев среди всех летних видов спорта. Одной из главных звёзд швейцарской и мировой спортивной гимнастики в период между двумя мировыми войнами был Жорж Миз, выигравший 8 медалей (4 золота) на четырёх Играх в 1924—1936 годах. Миз делит рекорд среди швейцарских спортсменов по количеству олимпийских наград с другим гимнастом, своим партнером по сборной 1920—1930-х годов двукратным олимпийским чемпионом Ойгеном Маком.
В 2000—2010-е годы на счету швейцарцев есть успехи в велоспорте, при этом на их счету есть достижения как в трековых, так и шоссейных гонках. Наиболее известным швейцарским велогонщиком последних лет является олимпийский чемпион 2008 года и многократный чемпион мира Фабиан Канчеллара.
Швейцарцы успешно выступают в триатлоне. В 2000 году в Сиднее Бригитт Макмэхон стала первой в истории женщиной, выигравшей олимпийское золото в триатлоне. В 2012 году успех Макмэхон на Играх в Лондоне повторила Никола Шпириг.
В разные годы заметных успехов на международной арене добивались швейцарские гребцы (академическая гребля), стрелки, конники. А вот в лёгкой атлетике и плавании, в которых разыгрывается наибольшее количество олимпийских наград, швейцарцы за всю историю не побеждали на Олимпиадах ни разу.

## Местные виды спорта

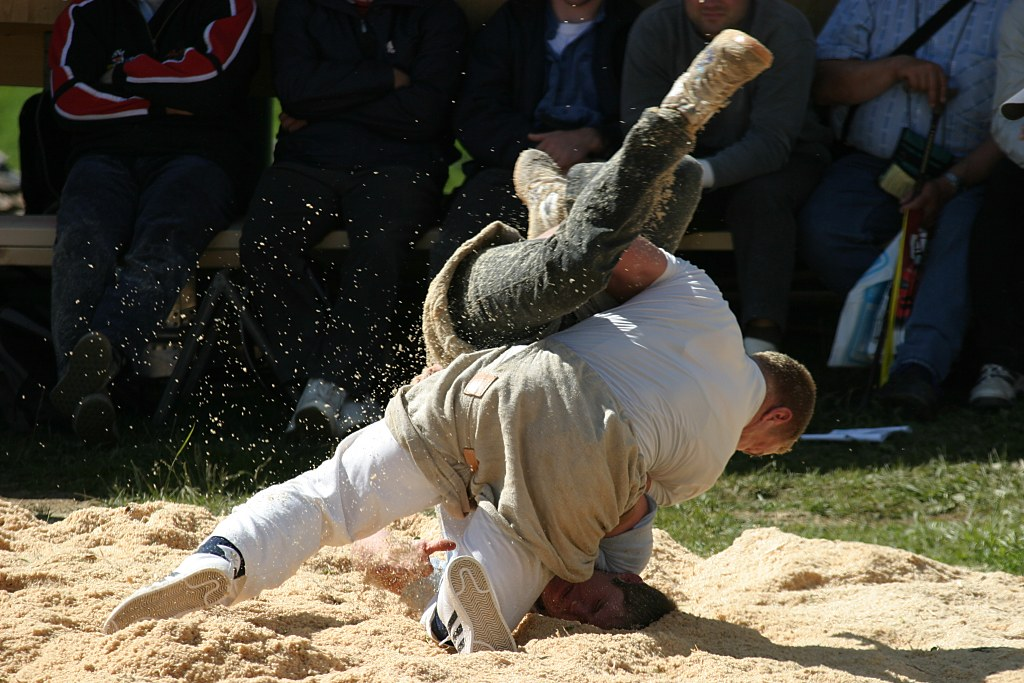
Традиционная борьба.

Традиционная швейцарская борьба носит название швинген.
Штайнштоссен является швейцарской разновидностью соревнований по киданию тяжёлых камней на дальность.
Хорнуссен — вид спорта, который получил развитие в XVII веке. Представляет собой командную игру, похожую на смесь бейсбола и гольфа.

## Спортивные мероприятия
- Кубок Швейцарии по футболу — футбольный турнир, проводится с 1926 года.
- Кубок Шпенглера — старейший в мире международный хоккейный турнир, который ежегодно проводится в городе Давос.